# Friedrich Pregl
Friedrich Pregl (* 12. Juli 1895 in St. Ulrich bei Feldkirchen; † 5. November 1935 in Wien) war ein österreichischer Verwalter und Politiker.

## Leben
Pregl war der Sohn des Gutsverwalters in St. Ulrich bei Feldkirchen Oswald Pregl (* 5. April 1852; † 30. September 1917) und dessen Ehefrau Maria geb. Spitaler (* 22. Januar 1857; † 27. Juli 1907).
Pregl besuchte die Volks- und Bürgerschule in Feldkirchen und die Ackerbauschule in Klagenfurt. Danach erwarb er landwirtschaftliche Praxis in der Schweiz. Er war Verwalter in einigen landwirtschaftlichen Betrieben, dann Wirtschafter des Dominikanerklosters Friesach und später Obmann und Geschäftsführer des Land- und Forstarbeiterbundes.
Er war römisch-katholisch und heiratete am 8. Oktober 1923 Luzia Tilly (* 19. Mai 1899; † 24. September 1977).

## Politik
Er war Mitglied der Kärntner Bauernbundes, Arbeitnehmervertreter in der Landwirtschaftskammer, Vertrauensmann der Christlichsozialen Partei, danach Mitglied der Vaterländischen Front.
Pregl war Gemeinderat in Friesach. Im Ständestaat war er vom 19. November 1934 bis zu seinem Tod am 5. November 1935 als Vertreter von Land- und Forstwirtschaft Mitglied im Ständischen Kärntner Landtag. Im Landtag war er Mitglied des Verfassungsausschusses. Sein Nachfolger im Landtag war Josef Gastinger.